# Highlanders FC
Der Highlanders Football Club ist ein simbabwischer Fußballverein aus Bulawayo, der in der Zimbabwe Premier Soccer League (erste simbabwische Liga) spielt.

## Geschichte
Zu Beginn des 20. Jahrhunderts schickte Lobengula, König der Ndebele, seine beiden Enkel Albert und Rhodes nach Südafrika, um dort zu studieren. Beide spielten neben ihrem Studium Fußball und Rhodes gründete nach seiner Rückkehr 1926 den Lions Football Club. Die meisten Spieler stammten aus Makokoba, dem ältesten Stadtteil von Bulawayo. Zehn Jahre später wurde der Verein dann in den Matebeleland Highlanders Football Club umbenannt. 1966 erhielt der Verein von der Rhodesia National Football League die Anfrage zur Teilnahme an deren Ligabetrieb. Die Highlanders stimmten zu und starteten zwei Jahre später in der zweiten Division. Gleich in der ersten Saison wurde der Verein Erster und stieg somit in die erste Division auf. 1970 schaffte der Verein dann erstmals den Aufstieg in die Premier Soccer League, stieg aber nach nur einer Saison wieder ab und nach einer weiteren Spielzeit wieder auf. Wegen Differenzen mit der Ligaleitung verließen die Highlanders die Premier Soccer League und gründeten die South Zone Soccer League. Verärgert über diese Tatsache verließen viele Mitglieder ihren Verein und gründeten mit Olympics einen neuen Club, der aber ebenfalls unter schwarz-weiß gestreiftem Emblem auflaufen sollte. Trotz des Mitgliederschwundes existierten die Highlanders weiter und waren damit Gründungsmitglied der neuen Liga, ebenso wie die Vereine Black Chiefs, Callies, Portuguese, Old Miltonians, Black Horrors, Ramblers und Go Beer Rovers.
Im Jahr 1979 erkannten auch die Vereine aus der Hauptstadt Salisbury (heute Harare) den Sinn dieser Aktion und bekundeten ihre Unterstützung im Kampf gegen die Ungerechtigkeit im simbabwischen Fußball. Als Resultat entstand die National Professional Soccer League, die mit der Rhodesia National Football League zur Zimbabwe Football Association (ZIFA) fusionierte. 1990 gelang den Highlanders in der neuen ersten Liga dann die erste nationale Meisterschaft. Es folgten weitere in den Jahren 1993, 1999, 2000, 2001, 2002 und 2006.

## Erfolge
- Simbabwische Meisterschaft: 1990, 1993, 1999, 2000, 2001, 2002 und 2006
- Simbabwischer Pokalsieger: 1990, 2001
- Simbabwischer Superpokalsieger: 2001, 2005
- Simbabwische Independence Trophy: 1986, 1988, 1991, 2001, 2002, 2011

## Bekannte Spieler
- Bruce Grobbelaar

## Statistik in den CAF-Wettbewerben
| Wettbewerb                    | Runde    | Gegner                   | Hinspiel                   | Rückspiel                                |
| ----------------------------- | -------- | ------------------------ | -------------------------- | ---------------------------------------- |
| African Cup Winners’ Cup 1986 | 1. Runde | Power Dynamos Kitwe      | 1:3 (H)                    | 0:2 (A)                                  |
| African Cup Winners’ Cup 1987 | 1. Runde | Miembeni SC              | 1:0 (H)                    | 0:1 / 2:4 n. E. (A)                      |
| CAF Champions League 1991     | 1. Runde | Gor Mahia FC             | 0:1 (A)                    | 4:0 (H)                                  |
| CAF Champions League 1991     | 2. Runde | al Ahly Kairo            | 1:3 (A)                    | 0:1 (H)                                  |
| African Cup Winners’ Cup 1992 | 1. Runde | Railway SC Dar-es-Salaam | kampflos für Dar-es-Salaam | kampflos für Dar-es-Salaam               |
| CAF Champions League 1994     | 1. Runde | Nkana Red Devils FC      | kampflos für Nkana         | kampflos für Nkana                       |
| CAF Champions League 2000     | 1. Runde | Saint Michel United FC   | 1:0 (H)                    | 2:0 (A)                                  |
| CAF Champions League 2000     | 2. Runde | Sable Batié              | 3:0 (H)                    | 0:3 / 3:4 n. E. (A)                      |
| CAF Champions League 2001     | 1. Runde | Young Africans SC        | 2:2 (A)                    | abgebrochen, für Young Africans gewertet |
| CAF Champions League 2002     | 1. Runde | Costa do Sol             | 1:0 (H)                    | 0:2 (A)                                  |
| CAF Champions League 2003     | 1. Runde | SS Saint-Louisienne      | 3:1 (H)                    | 1:1 (A)                                  |
| CAF Champions League 2003     | 2. Runde | Espérance Tunis          | 1:1 (H)                    | 0:6 (A)                                  |
| CAF Champions League 2007     | Vorrunde | Pamplemousses SC         | 1:0 (H)                    | 0:1 / 9:8 n. E. (A)                      |
| CAF Champions League 2007     | 1. Runde | al Ahly Kairo            | 0:0 (H)                    | 0:2 (A)                                  |
| CAF Confederation Cup 2008    | Vorrunde | Ferroviário de Nampula   | 3:0 (H)                    | 0:1 (A)                                  |
| CAF Confederation Cup 2008    | 1. Runde | Green Buffaloes FC       | 1:1 (A)                    | 1:0 (H)                                  |
| CAF Confederation Cup 2008    | 2. Runde | al-Merreikh Omdurman     | 0:2 (H)                    | 1:3 (A)                                  |
| CAF Confederation Cup 2011    | Vorrunde | Nchanga Rangers          | 1:1 (H)                    | kampflos für Nchanga                     |

- 2001: Das Rückspiel wurde beim Stand von 2:0 Toren für Young Africans wegen Zuschauer-Ausschreitungen abgebrochen. Der Verein zog daraufhin seine Mannschaft aus dem Wettbewerb zurück.
- 2011: Der Verein zog seine Mannschaft nach dem Hinspiel aus dem Wettbewerb zurück.